# Глубоко в моём сердце
Глубоко в моем сердце (англ. Deep in My Heart) — американский биографический музыкальный фильм 1954 года, снятый Стенли Доненом. Он посвящён биографии композитора Зигмунда Ромберга, автора нескольких популярных оперетт.

## Сюжет
Название фильма взято из песни «Deep in My Heart» («Глубоко в моём сердце») из оперетты «Принц-студент» (The Student Prince). В основном картина состоит из отдельных эпизодов с участием известных певцов и танцоров, снимавшихся в то время в мюзиклах студии MGM. Среди участников фильма — танцовщица Сид Чарисс, Розмари Клуни, Вик Дамон, Ховард Кил, Джин Келли и его брат Фред Келли (единственный раз, когда братья вместе появились на экране), Тони Мартин, Энн Миллер, Джеймс Митчелл, Джейн Пауэлл, Джоан Уэлдон и балерина Тамара Туманова. Роль самого Ромберга сыграл Хосе Феррер, Мерл Оберон выступила в роли Дороти Доннелли — соавтора Ромберга в создании мюзикла «Принц-студент».

## В ролях
- До Аведон — Лиллиан Харрис Ромберг